# Angelo Giori
Angelo Giori (Capodacqua di Pieve Torina, 11 maggio 1586 – Roma, 8 agosto 1662) è stato un cardinale italiano.

## Biografia
Figlio di Giovanni Francesco Giori e Polidora Polini, entrambi di origini modeste.
Fece i primi studi di Grammatica a Camerino e successivamente li completò a Roma all'Archiginnasio dove si laureò in diritto canonico sia civile che penale.
A Roma, dove giunse chiamato dallo zio Cesareo Giori, il giovane Angelo entrò al servizio del Cardinale Maffeo Barberini, il futuro Papa Urbano VIII (1623-1644) di cui divenne segretario.
Fu nominato Cardinale da Urbano VIII nel Concistoro del 13 luglio 1643. Il 31 agosto 1643 ricevette la porpora e il titolo di Ss. Quirico e Giulietta.
Partecipò ai Conclavi del 1644 e del 1655.
Fece costruire la Villa La Maddalena a Muccia. Fu ritratto da Andrea Sacchi (1599-1661).
Appassionato d'arte, commissionò alcuni dipinti a Claude Lorrain, tra cui Paesaggio con Samuele che riconosce Davide re d'Israele e Lo sbarco di Cleopatra a Tarso, entrambi al Louvre. Di Lorrain possedette otto tele.
Morì l'8 agosto del 1662  all'età di 76 anni. È sepolto a Camerino nella Chiesa di Santa Maria in Via.

## Fonti
- The Cardinals of the Holy Roman Church 72) 15. GIORI, Angelo (1586-1662), su cardinals.fiu.edu.
- Fondo Del Drago (schedatura parziale), Archivio di Stato di Roma. indice dei fondi online Fondo composto da innumerevoli materiali originali dell'archivio delle famiglie: Del Drago, Gentili, Giori e Sparapani.